# Courcelette
Courcelette és un municipi francès situat al departament del Somme i a la regió dels Alts de França. L'any 2007 tenia 142 habitants.

## Demografia

### Població
El 2007 la població de fet de Courcelette era de 142 persones. Hi havia 57 famílies de les quals 16 eren unipersonals (4 homes vivint sols i 12 dones vivint soles), 21 parelles sense fills, 16 parelles amb fills i 4 famílies monoparentals amb fills.
La població ha evolucionat segons el següent gràfic:
Habitants censats

### Habitatges

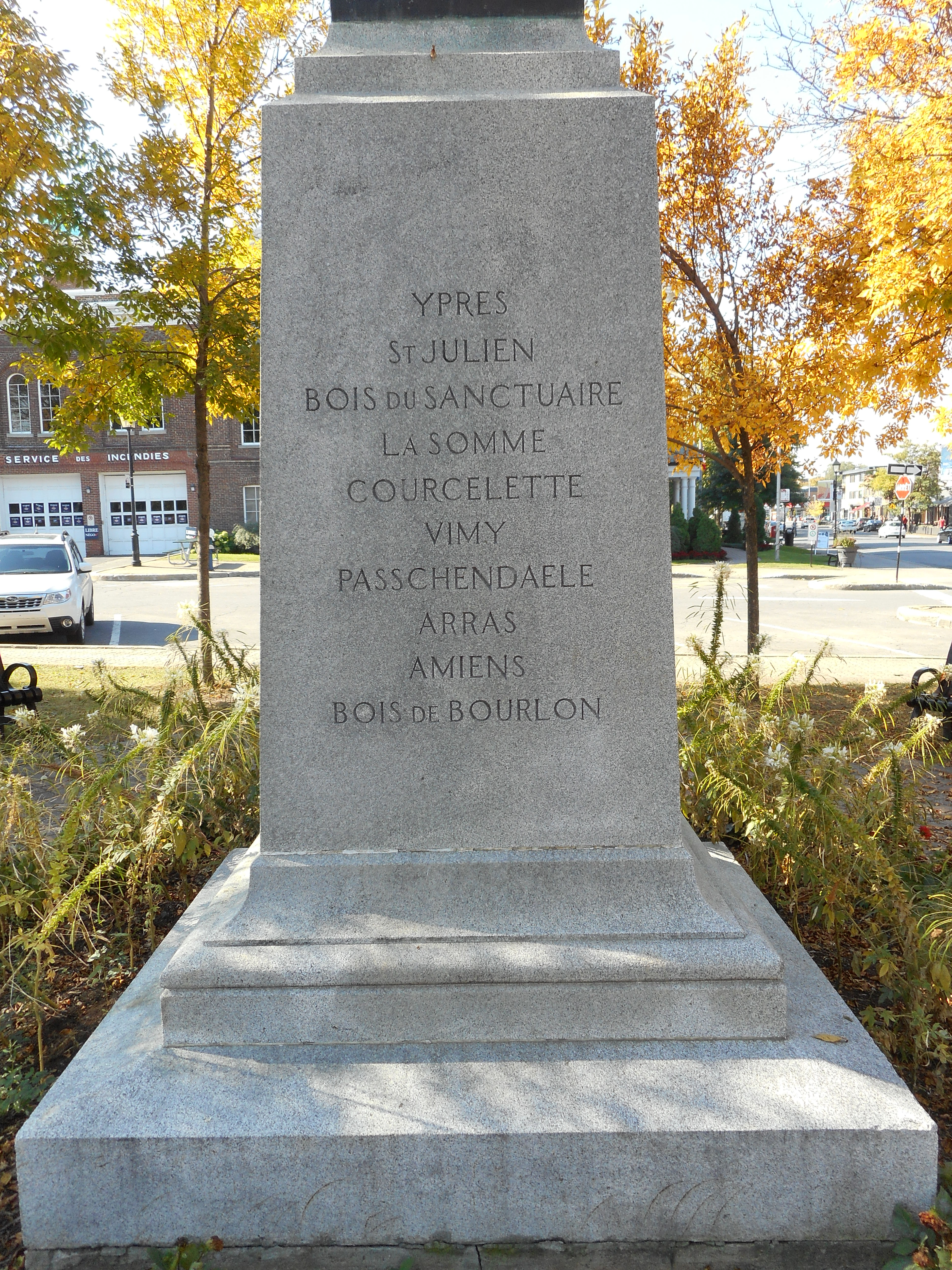
Monument

El 2007 hi havia 67 habitatges, 59 eren l'habitatge principal de la família, 7 eren segones residències i 1 estava desocupat. 65 eren cases i 1 era un apartament. Dels 59 habitatges principals, 47 estaven ocupats pels seus propietaris, 9 estaven llogats i ocupats pels llogaters i 2 estaven cedits a títol gratuït; 1 tenia una cambra, 1 en tenia dues, 13 en tenien tres, 14 en tenien quatre i 29 en tenien cinc o més. 41 habitatges disposaven pel capbaix d'una plaça de pàrquing. A 21 habitatges hi havia un automòbil i a 24 n'hi havia dos o més.

### Piràmide de població

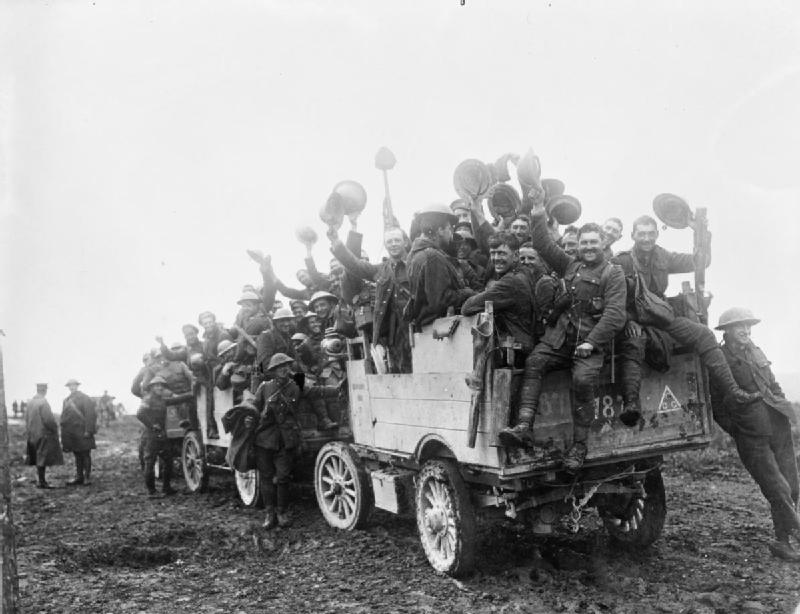
Tropes canadenques

La piràmide de població per edats i sexe el 2009 era:
| Homes | Edats   | Dones |
| ----- | ------- | ----- |
| 0     | 95 o +  | 0     |
| 0     | 90 a 94 | 4     |
| 8     | 85 a 89 | 0     |
| 0     | 80 a 84 | 8     |
| 0     | 75 a 79 | 0     |
| 0     | 70 a 74 | 0     |
| 4     | 65 a 69 | 0     |
| 4     | 60 a 64 | 8     |
| 8     | 55 a 59 | 8     |
| 8     | 50 a 54 | 4     |
| 4     | 45 a 49 | 8     |
| 0     | 40 a 44 | 0     |
| 0     | 35 a 39 | 0     |
| 8     | 30 a 34 | 4     |
| 12    | 25 a 29 | 16    |
| 4     | 20 a 24 | 4     |
| 4     | 15 a 19 | 0     |
| 0     | 10 a 14 | 0     |
| 4     | 5 a 9   | 12    |
| 8     | 0 a 4   | 4     |

## Economia

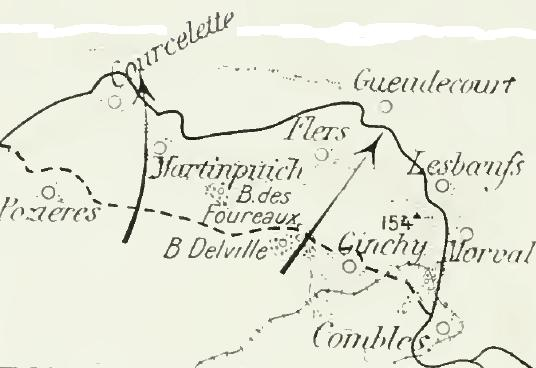
Atac britànic a la Batalla del Somme

El 2007 la població en edat de treballar era de 94 persones, 68 eren actives i 26 eren inactives. De les 68 persones actives 65 estaven ocupades (35 homes i 30 dones) i 3 estaven aturades (3 homes). De les 26 persones inactives 7 estaven jubilades, 11 estaven estudiant i 8 estaven classificades com a «altres inactius».

### Ingressos
El 2009 a Courcelette hi havia 62 unitats fiscals que integraven 147 persones, la mediana anual d'ingressos fiscals per persona era de 17.069 €.

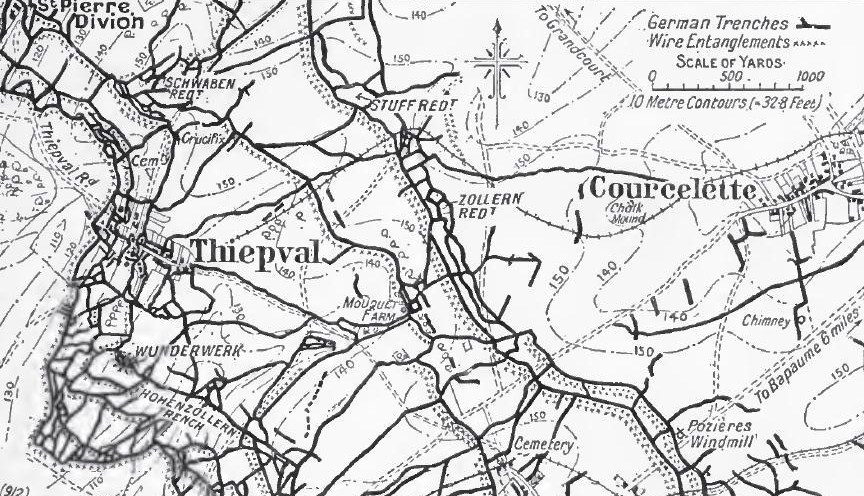
Mapa de la defensa alemana

### Activitats econòmiques
Dels 4 establiments que hi havia el 2007, 2 eren d'empreses de construcció, 1 d'una empresa de comerç i reparació d'automòbils i 1 d'una empresa immobiliària.
L'únic servei als particulars que hi havia el 2009 era un electricista.
L'únic establiment comercial que hi havia el 2009 era una floristeria.
L'any 2000 a Courcelette hi havia 9 explotacions agrícoles que ocupaven un total de 462 hectàrees.

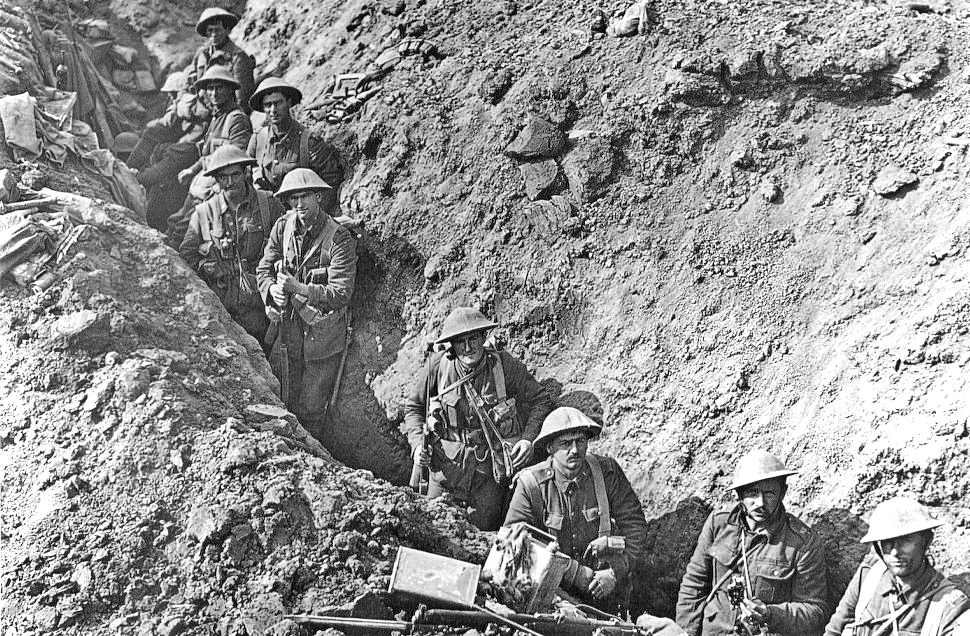
Trinxeres dels novazelandesos

## Poblacions més properes
El següent diagrama mostra les poblacions més properes.